# GO！純情水泳社！
《GO！純情水泳社！》（日语：ケンコー全裸系水泳部 ウミショー，直譯為《健康全裸游泳社 海商》），簡稱《海商》（ウミショー），副標題「健康全裸系水泳社」，是於2005年的《週刊少年Magazine》33號開始連載的日本漫畫作品。於2007年7月3日動畫化，更於同年秋季推出舞台劇，於2007年10月25日發售5gk.製作的PS2平台遊戲。無論是漫畫版還是動畫版，也是殺必死極多的作品。漫画版至第七卷，累计销量为40万部。

## 故事簡介
位於神奈川縣海猫市緒之島的「縣立海貓商業高等學校（簡稱海商）」忽然多了一位從沖繩乘著木筏而來的轉校生蜷川亞夢露。就在亞夢露來到的這一天開始，學校游泳社的氣氛起了變化，特別被她影響的是負責游泳社經理人的沖浦要……。

## 登場人物
「聲」為動畫版聲優，「演」為舞台劇演員。遊戲聲優和動畫一樣。譯名以中文版漫畫單行本為準。身高、體重與三圍以遊戲版官方網站為準，漫畫無此三項。

### 海貓商業高等學校水泳部
蜷川亞夢露（聲：豐崎愛生、演：南明奈）
2年級8班國際科生，與靜岡同班，身高162cm，體重50kg，三圍85-60-85，左撇子。第二代水泳部代理副部長。從沖繩來、非常有朝氣的少女，戴著外婆送給她的「×」形髪飾。原本與父親同住在建在木筏上的小木屋，但因一次颱風把家全毀而暫住沖浦家。個性天然呆，缺乏對人際關係的常識，但擅長游泳，然而卻是模仿海豚的奇怪游泳方式，能夠長距離潛水。比賽項目是50、100m自由泳（縣大賽、關東大賽）。有時會以內衣代替泳衣，沒有人看到的時候更會裸泳。能操流利英語，但只限聽和說，不會讀和寫。六人兄弟姊妹中的大姊（下有3個弟弟、2個妹妹），自稱父親和弟弟有時會幫她按摩胸部，很喜歡撫摸魅玲的胸部。
稱呼沖浦要為「小要」，在海商、玉塚與四宮的聯合集訓中向他告白。5年後跟沖浦要結婚，頭髮長度及腰，育有1子，全家住在建在木筏上的小木屋，漂流在沖繩美海。
漫畫人氣投票第二名。
沖浦要（聲：豐永利行（幼少時：花村怜美）、演：永嶋柊吾）
2年級4班商業科生，身高163cm，體重58kg。住在緒之島一丁目。生於只有母親的家庭，另外家中有一隻叫「拉拉」的狗。雖然是海商水泳部第一代經理兼第二代水泳部部長，但完全不懂游泳，討厭走入比膝部深的水中；這是因為他於小學時與家人同遊沖繩，在海中玩水時目擊相貌嚇人的人魚。其後因亞夢露諄諄善誘，已可以走入及腰的水中。水泳部唯一正經的男生，因而得到其他女隊員信任。3年級時，經亞夢露外婆告知，他才知道自己小時候看見的人魚其實是亞夢露。5年後，與亞夢露結婚。
靜岡魅玲（聲：福井裕佳梨、演：愛川ゆず季）
2年級8班國際科生，與亞夢露同班，身高163cm，體重54kg，三圍92-60-86。第二代水泳部副部長，擅長個人四式。擁有G罩杯巨乳的成熟系少女，居住在海貓四丁目2番6號。大企業「SIZU集團」的千金小姐，其祖父是SIZU集團創始人。外表清純而且不喜歡別人注意自己，但內裡意外地非常的色，經常對異性抱有妄想，內褲也是過分性感的一類（這是因為小學5年級時和堂哥禮一郎的一點事情，詳見單行本第6集特別篇〈魅玲爛漫〉），但這一點只有沖浦知道。怕熱，在家常常穿得很少。亦喜歡蒐集民間藝術品，尤其雕像，但不敢讓外人知道。畢業後在SIZU集團本社工作，私底下匿名寄送內衣設計圖給一家位於海外某小鎮的內衣公司，好幾款內衣設計圖都被採用。
漫畫人氣投票第一名。
織塚桃子（聲：生天目仁美、演：矢吹春奈）
3年級7班情報處理科生，身高165cm，體重52kg，三圍80-58-82。第一代水泳部副部長，實際維持水泳部運作，好勝心強，被全校學生稱為「大姊頭」。游泳的實力派，擅長自由泳，曾參加全國大賽。經常對人「飛腳」，不許別人直呼其名。假日喜愛窩在家看漫畫。畢業後以推薦甄試考進山梨縣某大學，5年後考取小學教師執照。
漫畫人氣投票第三名。
生田蒔輝（聲：清水愛、演：川村あんな）
1年級2班商業科生，身高145cm，體重40kg，三圍68-60-70。簡稱「MAKIO」。幼兒體形，亞夢露和她初見面時誤以為她是國一生。希望自己胸部變大，理由是想嘗試「跑步的時候，因為胸部太大而有風阻的感覺」。為了令胸部變大，和真綾組成了「揉乳同盟」。曾為水泳社和揉乳同盟創建網站，但誤解参考書，過分使用合成圖片而鬧出笑話。加入水泳社是為了學會游泳，在與沖浦要合組「推水同盟」時學會游泳。畢業後以鐵人三項為目標，每日自我訓練，曾參加日本全國鐵人三項比賽，在數場比賽中取得好成績。
魚魚戶真綾（聲：矢作紗友里、演：秦瑞穗）
1年級8班國際科生，身高160cm，體重38kg，三圍76-55-79。暱稱「綾綾」，稱呼沖浦要為「小沖沖」、亞夢露為「叉叉女」。性格嬌蠻任性，流行雜誌的人氣模特兒，游泳也很有水準，擅長仰泳，曾在全國中學運動會背泳項目2連霸。沖浦要的青梅竹馬，似乎對要有些好感，小學時住在沖浦家隔壁。單行本第2集開始時搬回海貓市並就讀海商，與父親同住海貓市近郊的高級公寓，初時視亞夢露為競爭對手。為了令胸部變大，與蒔輝組成了「揉乳同盟」。喜歡用「KoLo」品牌的傘。畢業後繼續模特兒工作。
碇矢雅（聲：保村真、演：末吉司彌）
簡稱「碇雅」。3年級6班商業科生，第一代水泳部部長，身高182cm，體重80kg。吊兒郎當，家裡開日本料理店「割煮料理·碇矢」。喜歡麻將和「剃毛」（不論對象），游泳時總是穿怪異的比基尼泳褲。水泳社創社前，曾向校方申請創立麻將社，但未成功。擔任水泳社社長期間沒在維持社務，都是桃子在維持社務。擅長蝶泳，認真起來時可以非常厲害。與桃子是青梅竹馬，不正經時經常被桃子踢飛或狠踹；但除了幫桃子剃毛以外，對桃子沒興趣，有時也會性騷擾剃其他成員的毛。5年後在「割煮料理·碇矢」旁開了一間酒吧。
黃瀨早苗（聲：新谷良子、演：安藤成子）
3年級國際科生，身高170cm，體重54kg，三圍79-56-82。和桃子、碇雅一樣是水泳社的初期社員，稱呼桃子為「阿塚」。喜歡在卡啦OK唱老歌。經常半開玩笑地編故事，沖浦要聽她講水泳社創社故事講了三次。於漫畫第二集成為主要角色之一。擅長蛙泳。畢業後在棉被公司工作，被社長請去在電視購物頻道推銷，與社長關係曖昧。
姬川佳織（聲：村田步、演：仲村みう）
2年級3班商業科生，第二代水泳部副部長輔佐，暱稱「小姬」。公主髮式。就讀1年級2班時，因為自己會錯意，在水泳社入社申請書上簽名，加入水泳社；但基於自己「武士一言既出，駟馬難追」的信念及當時同年級的沖浦要的勉勵（當時她不認識沖浦要），未曾退出水泳社。和吉澤從幼稚園時就相識。出自武術世家，家裡開弓道武館，3歲開始向父母學習弓道；父親是警官，擁有弓道七段、劍道五段、柔道三段；母親是弓道武館師傅；哥哥在東京都開柔道武館；嫂嫂是女子踢拳高手。有強烈的正義感，彌真奈說她穿著弓道服時會「鎮靜下來」。平時性格溫和；但情緒激動時，會想起被父親施加的斯巴達教育，然後對對方做出相同的事：向對方射箭。於漫畫第六集開始成為主要角色之一。喜歡的歌手是男高音歌手春川雅史。
武田聖斗（聲：興梠里美、演：森戶宏明）
2年級5班商業科生，頭的形狀像個栗子，喜歡在說話句尾加。非常好色，桃子認為他「沒有倫理道德」。玩電子遊戲非常厲害，不論是格鬥遊戲、射擊遊戲、賽車遊戲、音樂遊戲（作品中出現了模仿《太鼓之達人》的《太鼓之超人》），亦擁有一部PSP。畢業後開了一家冒險公司，自認社長。
吉澤彌真奈（聲：門田幸子）
2年級2班商業科生，「吉澤建設」社長女兒，暱稱是「吉吉」。擅長個人四式，其中最擅長蛙式。說話語氣有點像貓，常以「喵」字結尾。和佳織從幼稚園時就相識。於漫畫第六集開始活躍起來。在校都穿運動服。假日會去建築工地與父親及現場工人一起工作，或是以「湖弓美」為名從事cosplay。
安千草（聲：井口裕香）
1年級1班商業科生，暱稱「小千」。褐色皮膚。於漫畫第六集開始活躍起來，擅長料理，午餐都吃親手做的便當。
奈良保代
2年級6班商業科生，暱稱是「保保」。口部為「×」形，極少說話，有時會用報紙字剪貼寫信的方式代替說話。
中村惠子（聲：大谷美貴）
2年級6班（連載時是2年級1班）商業科生，兩頰有圓形腮紅。擅長800公尺自由泳，個性熱情大方，喜歡吃拉麵，和保代友好。
戶部純（聲：濱添伸也）
1年級7班情報處理科生。夢想是當個天才程式員。有二次元禁斷症候群。和聖斗一樣有一部PSP。
堤勳（聲：榊原仁）
2年級3班商業科生，長距離泳者。總是在睡覺，到哪裡都能睡，沒有和女性交往的經驗。部長選舉投了聖斗一票。
小柴晶（聲：花村怜美）
1年級1班商業科生，暱稱是「柴柴」，經常與千草在一起。
凪良實玖（聲：平井花海）
2年級1班商業科生，擅長自由泳。
小山田麻美（聲：高垣彩陽）
2年級1班商業科生，和實玖友好，兩人常一起聊同人誌。
蒲生
1年級生，長得像斑海豹小緒，感覺像是聖斗的部下，但很受女社員喜愛。
新井
1年級生，小學時曾在游泳教室學游泳。

### 蜷川家
蜷川正志（聲：藤原啓治、演：政岡泰志）
亞夢露父親，海商約第13屆畢業生，在緒之島長大，總是戴著頭巾和太陽眼鏡。年輕時獨自出外旅行，在沖繩認識蜷川季里子，不小心令她懷下了亞夢露，因此在沖繩居住下來。非常的閒，似乎沒有工作。不時會在海邊釣魚，包括誘捕小緒。使用麥金塔電腦（但因一次風暴而吹到海裡）。
蜷川季子
住在台東島的亞夢露母親，在家中經營的「台東蕎麥麵」（取自南大東村特產「大東麵條」諧音）店工作。說著一口沖繩方言。亞夢露開朗的性格就是遺傳自她。
蜷川利流
蜷川六兄弟姊妹長子，亞夢露最大的弟弟，就讀台東中學。雖然在兄弟姊妹中較成熟，但喜歡穿女裝及惡作劇，尤其喜歡捉弄亞夢露。成功奪走沖浦要的初吻。台東中學畢業後，就讀海商並加入水泳社。
蜷川金
亞夢露弟，染金髮。
蜷川火野呼
亞夢露弟，開朗的黑髮男孩。
蜷川椎羅
亞夢露妹，丸子頭。
蜷川季摩
亞夢露妹，怕生。
蜷川藻音（聲：福島桂子）
亞夢露外婆，103歲的海女，全身只穿一件無袖圓領上衣與一件三角內褲，全身貼了好幾個「×」形繃帶。亞夢露非常喜歡她。亞夢露轉入海商前一年，她跑去游泳就再沒有回來，正志認為她已經去世。最後她來到海貓市，證實自己還活著，因抓鯨魚而在海上待了2年。

### 靜岡家
魅玲父
魅玲父親，SIZU集團社長。
魅玲母
魅玲母親，SIZU集團社長夫人。喜歡穿布料很少的服裝，在家穿裸體圍裙下廚。
魅玲祖父母
魅玲祖父母，只在〈魅玲爛漫〉登場，住在飛驒。在魅玲小學5年級時受魅玲父母之託，照顧魅玲。
禮一郎
魅玲堂哥，只在〈魅玲爛漫〉登場，留著及肩的長髮，嘴邊留著鬍渣，會吸菸。住在東京都。在魅玲小學5年級時，為了研究民間藝術品，他暫住魅玲祖父母家，與魅玲祖父母及魅玲同住；幾年後，他結婚，魅玲則與父母同住在海貓市。

### 四宮大學附屬高校女子水泳部
南条可憐奈（聲：高垣彩陽）
女子水泳部部長，身高182公分。視桃子為對手，因魅玲胸部比她大而不服氣。
鳴子朋子（聲：伊藤實華）
可憐奈引退後的女子水泳部部長，游泳及不上魅玲。在緒之島祭時，武田稱她為「狐狸女」，但覺得她很可愛。
原美雪（聲：平井花海）
在緒之島祭時，武田稱她為「眼鏡醜女」，戶部純覺得她很可愛。
新美蘭（聲：花村怜美）
在緒之島祭時，武田稱她為「香腸嘴」，堤勳覺得她很可愛。

### 玉塚學園女子水泳部
新堂凪（聲：小林優）
玉塚學園2年宙班學生，新堂四胞胎姊妹其一，接力賽第四棒。僕娘。對亞夢露的游泳方式感興趣。她號召海商與玉塚聯合集訓，意圖與亞夢露一起裸泳，卻在下水前被聖斗強吻，又被集訓所舍監發現，與聖斗一同被罰禁足一天；之後，她又將亞夢露單獨約出來邀請轉入玉塚，被亞夢露婉拒。
新堂美美（聲：小林優）
新堂四胞胎姊妹其二，接力賽第一棒。小心眼。
新堂真世（聲：小林優）
新堂四胞胎姊妹其三，接力賽第二棒。怕生。
新堂愛（聲：小林優）
新堂四胞胎姊妹其四，接力賽第三棒。活潑。

### 其他
要母（聲：岡村明美）
沖浦要母親。
綾綾父（演：小林健一）
真綾父親，開車接送真綾上下學。
小緒
棲息在緒之島附近的斑海豹，在天弁橋下被亞夢露發現，成為緒之島知名動物。
德田先生
海商游泳池管理員。
碇雅父（聲：辻親八）
碇雅父親，「割煮料理·碇矢」老闆，離婚多年。
土門學（聲：松山鷹志）
田倉高校水泳部顧問。非常好色，更因此而潛入女隊員較多的海商水泳部。
五織
真綾專屬的美少男游泳教練，男同性戀、手指控，擅長男扮女裝。被真綾暱稱為「小織織」。
吉良
海商2年2班學生，新聞社社員。
杉谷
海商2年2班學生，新聞社社員。曾因不慎以數位相機拍到真綾的裸體，而與真綾不睦；隨後爬入真綾家道歉，在真綾面前親手砸毀數位相機，與真綾和好。
所澤一郎（聲：川田紳司）
前海商水泳部顧問，與桃子、早苗、碇雅共同創辦水泳部，真實外貌是一點都不起眼的中年大叔。早苗假裝有意追求他，他當真而追求早苗，早苗就向校方宣稱被他性騷擾，導致他被校方開除，水泳部從此沒有顧問。
岡先生
中德寺住持，「割煮料理·碇矢」的常客。性格好色，且會去「割煮料理·碇矢」喝酒，被桃子蔑稱為「破戒和尚」。
碇矢拓
碇雅弟弟，戶一高校2年生，暱稱「小拓」。性格認真，和碇雅完全相反。喜歡桃子，直呼桃子「小桃」，其後更在全國大賽當眾向桃子表白。
坂清春
蒔輝表弟，9歲的城市小孩，暱稱「小清」。他於暑假來了海貓市一趟，要求蒔輝、沖浦要與亞夢露幫他捉鍬形蟲、獨角仙之類的大昆蟲，沖浦要認為他是個只說不做的臭小孩；但一些意外使大昆蟲爬滿他全身，大昆蟲成為了他的心理創傷。
藤崎蘿莎
玉塚學園集訓所舍監，38歲，有著魁梧的身材與恐怖的容貌。

## 用語及設定
TYURAUMI / CHURAMI
是沖繩方言，意為「美麗的」。整個詞即是「美麗的海」之意。是亞夢露口中和沖浦要初次見面的地方。另外也是本作連載前的初期標題候選之一。
揉乳同盟
以亞夢露說她父親和弟弟會幫她按摩胸部為契機，蒔輝為了胸部變大而「慫恿」真綾加入的怪同盟。其後強拉魅玲當「顧問」。其後因蒔輝建立的揉乳同盟網站內一個拜魅玲為「乳神」的虛構網頁公布魅玲真實姓名及住址，魅玲瞬間成名，揉乳同盟「信徒」遍布全日本，「信徒」更莫名其妙的分成「崇拜派」、「揉乳浪花派」、「矯正假乳派」、「自然揉乳派」、「擦乳派」、「超級揉乳派」、「整形假乳派」、「美乳派」、「古代美術研究派」、「基因操縱派」、「保健食品派」等分派。「信徒」們甚至集體來海貓市「朝聖」，給魅玲的生活帶來極大困擾；但最後「信徒」們知道胸部不大的蒔輝和真綾是創立成員時，「信徒」們一拍而散，蒔輝永久關閉揉乳同盟網站。
笨蛋獎盃
海商將校內全部社團按照考試成績高低排名，每年成績最低的社團獲頒的獎盃，底座銘板刻「最笨社團」四字。
福氣賽跑
緒之島從古時就四年一度舉辦的賽跑，跑約兩公里，福氣會降臨在最先到達終點（緒之島岩穴）的男女（稱為「福男」、「福女」）上，早苗更聲稱第一名的男女必定會成為一對。
A1
一種實際存在、在沖繩地區受歡迎的英國製沾醬，淋在牛排或漢堡排等食物上。亞夢露和正志也喜歡沾來吃。
台東島
故事中以大東群島（主要為南大東村）作藍本的虛構地方，蜷川一家所居住的地方。雖說是虛構，但在設定上有多處和實際一樣，如：四周為懸崖峭壁、因海象不佳而需要以起重機把船隻吊到島上等。但亦有與實際不同的設定：仍使用舊機場、航班只是一日一班而非兩班等。
推水同盟
蒔輝強拉沖浦要組成的同盟。但組成後第二天，蒔輝學會游泳，隨即宣告解散。

## 出版書籍
| 冊數 | 講談社         | 講談社                                                  | 東立出版社     | 東立出版社             |
| 冊數 | 發售日期       | ISBN                                                    | 發售日期       | ISBN                   |
| ---- | -------------- | ------------------------------------------------------- | -------------- | ---------------------- |
| 1    | 2006年1月17日  | ISBN 4-06-363618-6                                      | 2006年8月28日  | ISBN 986-11-8474-0     |
| 2    | 2006年4月17日  | ISBN 4-06-363662-3                                      | 2006年9月20日  | ISBN 986-11-8475-9     |
| 3    | 2006年8月17日  | ISBN 4-06-363710-7                                      | 2006年12月20日 | ISBN 986-11-9342-1     |
| 4    | 2006年12月15日 | ISBN 4-06-363764-6                                      | 2007年4月11日  | ISBN 978-986-11-9343-4 |
| 5    | 2007年4月17日  | ISBN 978-4-06-363820-2                                  | 2007年7月16日  | ISBN 978-986-11-9931-3 |
| 6    | 2007年7月17日  | ISBN 978-4-06-363855-4 ISBN 978-4-06-362086-3（限定版） | 2007年10月5日  | ISBN 978-986-10-0345-0 |
| 7    | 2007年10月17日 | ISBN 978-4-06-363902-5                                  | 2007年12月18日 | ISBN 978-986-10-0839-4 |
| 8    | 2008年3月17日  | ISBN 978-4-06-363966-7                                  | 2008年5月6日   | ISBN 978-986-10-1563-7 |
| 9    | 2008年6月17日  | ISBN 978-4-06-384002-5 ISBN 978-4-06-362114-3（限定版） | 2008年11月5日  | ISBN 978-986-10-2038-9 |

- 第6卷限定版附贈全彩小冊子同梱販售
- 第9卷限定版附贈插畫大師服部充插畫集同梱販售

## 電視動畫
2007年7月3日開始播放。故事內容、情節、對白等多以漫畫作藍本。全13集。

### 工作人員
- 原作：服部充
- 企劃：森田浩章、片岡義朗
- 系列構成：池田真美子
- 人物設定、總作畫監督：西野理惠
- 美術監督：柴田千佳子
- 色彩設計：山崎朋子
- 撮影監督：藤田智史
- 編集：松村正宏
- 音響監督：田中和也
- 音樂：佐藤泰將
- 音樂製作人：小柳路子
- 音樂制作：5pb.
- 音響効果：奧田維城、出雲範子（スワラプロダクション）
- 錄音室：、整音錄音室
- 音響制作：
- 宣傳：長谷川朋子、佐藤輝彦、高橋克典、古屋友梨
- 相關製作人：土肥範子、小谷哲子
- 製作人：小川文平、大森啓幸
- 線上編輯：渡邊秀信
- 監督：五月女浩一朗
- 動畫制作：ARTLAND
- 制作：海商製作委員會（Marvelous Entertainment、Geneon Entertainment、5pb.、波麗佳音企業）

### 主題曲
片頭曲「DOLPHIN☆JET」
作詞、作曲：志倉千代丸、編曲：上野浩司、歌：彩音
片尾曲「Splash BLUE～太陽與檸檬水」
作詞、作曲：、編曲：上野浩司、歌：村田步

### 各話列表
| 話數 | 日文標題 | 中文標題         | 腳本       | 分鏡         | 演出         | 作畫監督                   | 播放日期      |
| ---- | -------- | ---------------- | ---------- | ------------ | ------------ | -------------------------- | ------------- |
| 1    |          | 美麗的海！       | 池田眞美子 | 五月女浩一朗 | 宮田亮       | 荒尾英幸 西野理恵          | 2007年 7月3日 |
| 2    |          | 或許…有點…興趣…  | 横谷昌宏   | 宮下新平     | 中村圭三     | 小林一三                   | 7月10日       |
| 3    |          | 給你看！！！     | 池田眞美子 | 高柳哲司     | 内山まな     | 青木真理子                 | 7月17日       |
| 4    |          | 就說了會給你看   | 横谷昌宏   | 夕澄慶英     | 清水一伸     | 清水智子 栗原学 服部憲知   | 7月24日       |
| 5    |          | 你也想要我的嗎？ | 池田眞美子 | 五月女浩一朗 | 新田義方     | たないあやこ               | 7月31日       |
| 6    |          | 喝！             | 横谷昌宏   | 細田雅弘     | 立仙裕俊     | 三井寿                     | 8月7日        |
| 7    |          | 詛咒             | 池田眞美子 | 宮下新平     | 宮田亮       | 小関雅                     | 8月14日       |
| 8    |          | 給我好～好看著   | 横谷昌宏   | 五月女浩一朗 | 中村圭三     | 武内啓                     | 8月21日       |
| 9    |          | 給我忘記…        | 横谷昌宏   | 羽原久美子   | 川西泰二     | 小関雅 荒尾英幸 西野理恵   | 8月28日       |
| 10   |          | 揉乳？           | 池田眞美子 | 高柳哲司     | 岡崎幸男     | 泉保良輔 中野彰子 砂川正和 | 9月4日        |
| 11   |          | 難不成是…        | 横谷昌宏   | 大地丙太郎   | 新田義方     | 飯飼一幸                   | 9月11日       |
| 12   |          | 的啦、的啦～♪    | 池田眞美子 | 宮下新平     | 立仙裕俊     | 三井寿                     | 9月18日       |
| 13   |          | 人魚             | 池田眞美子 | 五月女浩一朗 | 五月女浩一朗 | 西野理恵                   | 9月25日       |

### 播放電視台
日本深夜動畫：下文記載的日本国内播放時間使用日本標準時間（UTC+9）表示。因為部分時間标识會採用30小时制，因此請留意这类超过24:00的时间，其實際播放時間為翌日清晨。
| 播放地區 | 播放電視台 | 播放日期                               | 播放時間                                                                             | 聯播網                                         | 備註                        |
| -------- | ---------- | -------------------------------------- | ------------------------------------------------------------------------------------ | ---------------------------------------------- | --------------------------- |
| 東京都   | TOKYO MX   | 2007年7月3日 - 9月25日                 | 星期二 26:00 - 26:30                                                                 | 独立UHF局                                      |                             |
| 千葉縣   | 千葉電視台 | 2007年7月3日 - 9月25日                 | 星期二 26:00 - 26:30                                                                 | 独立UHF局                                      |                             |
| 愛知縣   | 愛知電視台 | 2007年7月3日 - 9月25日                 | 星期二 26:58 - 27:28                                                                 | 東京電視台系列                                 |                             |
| 大阪府   | 大阪電視台 | 2007年7月4日 - 9月26日                 | 星期三 26:55 - 27:25                                                                 | 東京電視台系列                                 |                             |
| 埼玉縣   | 埼玉電視台 | 2007年7月7日 - 9月29日                 | 星期六 26:00 - 26:30                                                                 | 独立UHF局                                      |                             |
| 全国放送 | ANIMAX     | 2008年5月3日 - 6日 2008年7月2日 - 18日 | （5月3日 - 5日）24:00 - 25:30 （5月6日）24:00 - 26:00 （7月・月 - 金） 24:30 - 25:00 | スカイパーフェクTV! e2 by スカパー! 有線電視等 | （5月）一挙放送 （7月）重播 |

## CD

### 角色歌曲
1. vol.1 蜷川亞夢露（豐崎愛生）
盒裝限定版VGCD-0106，通常版VGCD-0107，2007年8月24日發售。
2. vol.2 静岡魅鈴（福井裕佳梨）
VGCD-0108，2007年8月24日發售。
3. vol.3 織塚桃子（生天目仁美）
VGCD-0109，2007年10月3日發售。
4. vol.4 黃瀨早苗（新谷良子）
VGCD-0110，2007年9月7日發售。
5. vol.5 生田蒔輝（清水愛）
VGCD-0111，2007年9月21日發售。
6. vol.6 魚魚戶真綾（矢作紗友里）
VGCD-0112，2007年9月21日發售。

全部通常版1,890日圓（含稅），vol.1 蜷川亞夢露限定版2,310日圓（含稅）。

### 專輯
- 電視動畫「ケンコー全裸系水泳部 ウミショー」原聲帶（2007年11月21日、VGCD-0124）
音響製作人佐藤泰将。收錄劇中所使用的BGM、主題曲的短版本。
- ケンコー全裸系水泳部 ウミショー The BEST vocal collection（2008年4月23日、VGCD-0138）
為收錄角色歌系列6曲與主題曲的精選輯。
  1. DOLPHIN☆JET
歌：彩音
  2. Splash BLUE〜太陽とレモネード〜
歌：村田あゆみ
  3. 虹色すぷらっしゅ!
歌：蜷川あむろ（豊崎愛生）
  4. 恋するSunday
歌：魚々戸真綾（矢作紗友里）
  5. スキ…
歌：静岡みれい（福井裕佳梨）
  6. Through the Game
歌：黄瀬早苗（新谷良子）
  7. 気分はノリノリWONDERLAND
歌：生田蒔輝（清水愛）
  8. 浜辺の最強伝説
歌：織塚桃子（生天目仁美）
  9. 1.2.3.Sweet Summer!
歌：村田あゆみ
  10. New Breeze
歌：彩音

## 舞台剧
舞台剧首轮於2007年8月2日－8月8日持续7天公演。DVD于2007年11月21日发售。

### 舞台版原創角色
（演：宮下雄也）
（演：深澤優希）
（演：吉田仁美）
（演：石橋美佳）
陸男、石像、其他（演：小林健一）

## 遊戲
於2007年10月25日由發售5gk.製作的PS2平台遊戲。分為普通版及初回限定版，遊戲標題是「海商」。

### 主題曲
片頭曲「1.2.3 SWEET SUMMER!」
作詞：村田步
作曲：TARAWO
歌：村田步
片尾曲「New Breeze」
作詞：海野真司
作曲、編曲：上野浩司
歌：彩音

## 網路廣播
全四回網路廣播於2007年5月16日至6月27日於音泉、BEWE逢星期三發放。主持人是生天目仁美（織塚桃子）。
標題於2007年7月4日更換為，節目內容翻新。豐崎愛生（蜷川亞夢露）更加入主持。

### 嘉賓
準備運動
- 第一回（5月16日）服部充（原作者）

但在節目介紹的圖像中沒有露面，只有生天目一人。
夏!!本番
- 第一回（7月4日）服部充（原作者）

同樣沒有在介紹圖像露面，只有生天目和豐崎。

## 外部連結
- （日語）服部充個人網站（页面存档备份，存于）
- （日語）週刊少年Magazine内作品介紹
- （日語）動畫官方網站 （页面存档备份，存于）
- （日語）遊戲官方網站 （页面存档备份，存于）
- （日語）舞台劇官方網站
- （日語）音泉（页面存档备份，存于）
- （日語）南大東島網頁 （页面存档备份，存于）
- （日語）北大東島網頁（页面存档备份，存于）